# Яя (річка)
Я́я — річка в Росії, ліва притока Чулиму, тече у Кемеровській і Томській областях.
Яя бере початок неподалік від смт Яшкіно (центр Яшкінського району Кемеровської області), тече спочатку на схід, після злиття з правою притокою Барзасом різко змінює напрямок на північний. Яя впадає в Чулим за 10 км вище по його течії від міста Асіно в Томській області (95 м над рівнем моря).
Довжина річки 380 км, площа водозбірного басейну 11 700 км². Середньорічний стік, виміряний у селі Семеновка за 22 км від гирла, становить 80,7 м³/c. Мінімум спостерігається у березні (15,5 м³/c), максимум — у травні (500 м³/c). Річкове русло в цьому місці має 108 м завширшки і глибину до 0,8 м; швидкість плину 0,4 м/с. Яя замерзає на початку листопада, скресає у квітні; взимку часті полії.
Річка судноплавна на 114 км від гирла (до злиття із лівою притокою Кітатом), однак транспортного руху по ній за теперішнього часу не відбувається.
Населені пункти на річці: Рудничний, Яя, Ішим.
Біля однойменного селища Яя річку перетинає залізничний міст Транссибірської магістралі.